# Workout (album de Hank Mobley)
 (avril 2021).
Si vous disposez d'ouvrages ou d'articles de référence ou si vous connaissez des sites web de qualité traitant du thème abordé ici, merci de compléter l'article en donnant les références utiles à sa vérifiabilité et en les liant à la section « Notes et références ».
Workout est un album du saxophoniste ténor de jazz Hank Mobley enregistré en 1961 et sorti sur le label Blue Note en 1962. Il présente des performances de Mobley, du pianiste Wynton Kelly, du contrebassiste Paul Chambers, du guitariste Grant Green et du batteur Philly Joe Jones. L'album a été identifié par Scott Yanow dans son essai Allmusic "Hard Bop" comme l'un des 17 enregistrements Essential Hard Bop. En octobre 2014, il est sorti au Japon sur SHM-CD, avec une version inédite de "Three Coins in the Fountain".

## Pistes
Les compositions sont de Hank Mobley sauf indication contraire
1. Workout - 10:00
2. Uh Huh - 10:43
3. Smokin - 7:30
4. The Best Things in Life Are Free (Brown, DeSylva, Henderson) - 5:18
5. Greasin’ Easy - 6:58
6. Three Coins in the Fountain (Cahn, Styne) - 5:31 Piste bonus sur le CD
7. Three Coins in the Fountain (Cahn, Styne) - 4:48 Piste bonus sur le CD 2014 SHM

## Musiciens
- Hank Mobley – saxophone ténor
- Grant Green – guitare
- Wynton Kelly – piano
- Paul Chambers – contrebasse
- Philly Joe Jones – batterie